# Riserva naturale statale Litorale Romano
La riserva naturale statale Litorale Romano è un'area naturale protetta istituita dal Ministero dell'ambiente con decreto ministeriale 29 marzo 1996 che comprende un ampio territorio di interesse storico-naturalistico diviso tra i comuni di Roma e Fiumicino. Con i suoi oltre 16 000 ettari, distribuiti in maniera discontinua sul litorale laziale tra Palidoro e Capocotta, è la più grande area protetta affacciata sul mar Mediterraneo. La gestione è affidata ai due comuni nei rispettivi tratti di competenza.

## Territorio
Il territorio della riserva, che occupa un'area di 16 327 ettari, comprende ampie porzioni di terreni sia sul litorale stesso che in alcuni punti dell'entroterra e comprende aree sia di interesse naturalistico come le dune di Palidoro e quelle di Capocotta, le oasi di Macchiagrande e Castel di Guido, o le pinete di Castel Fusano e Coccia di Morto, sia di interesse storico-archeologico come gli scavi di Ostia antica, la villa della Palombara, i resti di Porto e le torri costiere dei due comuni (tor San Michele, tor Boacciana, torre Primavera e torre Perla). 
Alcune aree naturalistiche sono state concesse alle organizzazioni ambientaliste LIPU e WWF Italia. Da un punto di vista idrografico la riserva si affaccia sul mar Tirreno ed è attraversata dai fiumi Tevere, la cui valle e foce rientra tra le aree protette, ed Arrone.

### Aree di interesse naturalistico
- Centro Habitat Mediterraneo;
- Dune di Palidoro;
- Dune costiere di Focene[2]
- Macchiagrande di Galeria;
- Oasi Bosco Foce dell'Arrone;
- Oasi Castel di Guido;
- Oasi di Macchiagrande;
- Oasi Vasche di Maccarese;

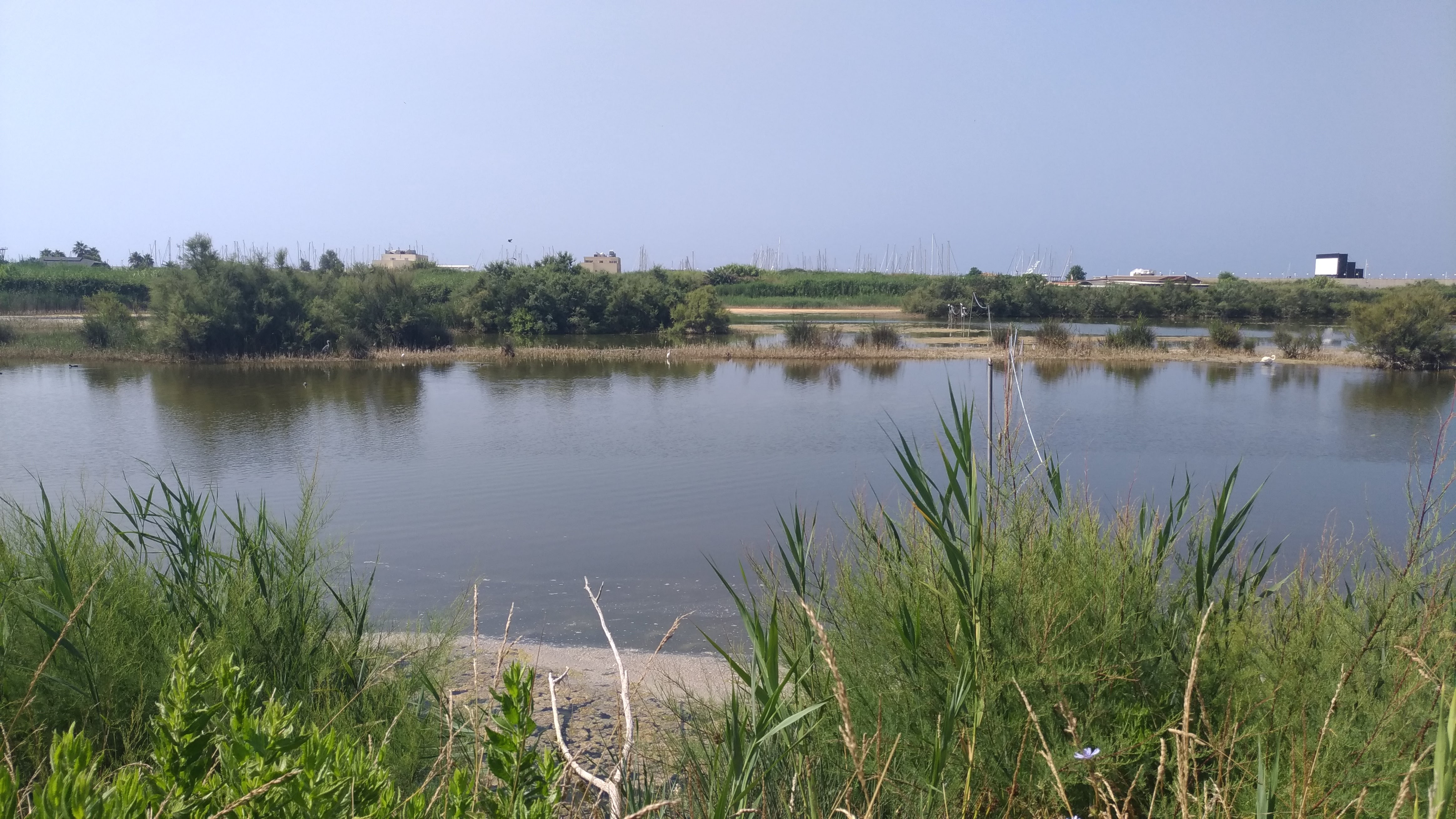
Centro Habitat Mediterraneo

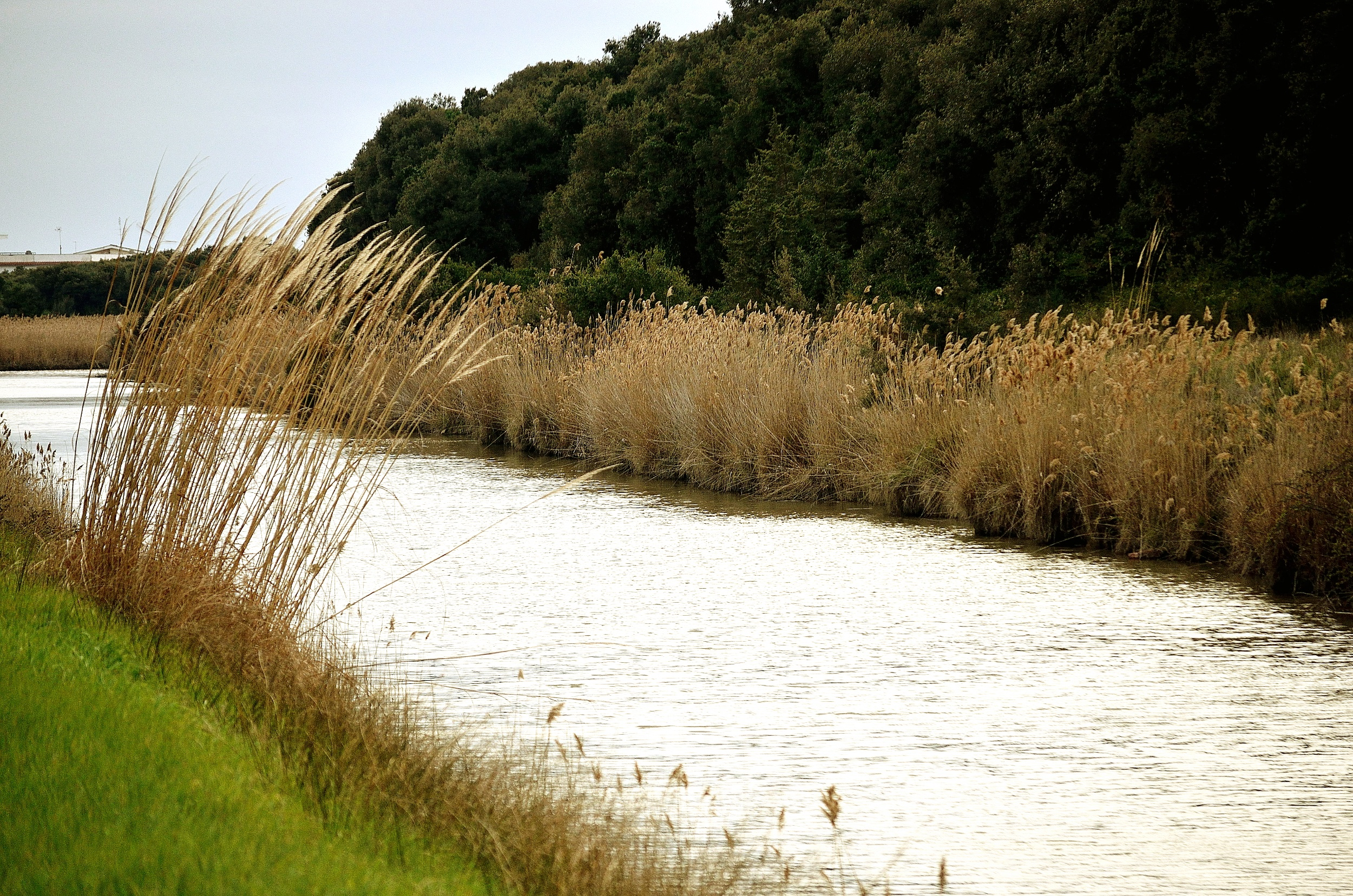
Oasi di Macchiagrande

- Parco urbano Pineta di Castel Fusano;
- Pineta di Coccia di Morto;
- Tenuta di Procoio;
- Tumuleti di Bocca di Leone.

### Aree di interesse storico e archeologico
- Castello Rospigliosi;
- Gregoriopoli e il borgo di Ostia Antica;
- Necropoli dell'Isola Sacra;
- Scavi di Ostia;
- Resti di Porto
- Tor Boacciana, tor San Michele, torre Primavera e la torre di Palidoro;
- Villa Chigi-Sacchetti;
- Villa della Palombara.

## Storia
Le prime istanze per la creazione di un'area protetta sul litorale romano risalgono agli anni '70 del '900, ma solo nel 1982 fu istituito un comitato promotore ufficiale. Il primo tentativo di istituzione si ebbe con il decreto ministeriale del 28 luglio 1987, firmato dal Ministro dell'ambiente Mario Pavan. La riserva naturale statale fu invece istituita con decreto ministeriale 29 marzo 1996. 
E' tutelata da uno dei quattro Piani AIB (anti incendi boschivi) delle riserve naturali statali riferiti alla Regione Lazio in quanto bersaglio sensibile dei piromani. L'area soffre anche di problemi di desertificazione. Nel 2000 il Comune di Roma ha istituito il CEA (Centro di Educazione Ambientale) con sede adiacente alla pineta di Castel Fusano; presso il CEA è stato allestito un piccolo museo degli insetti del Litorale Romano.

## Fauna

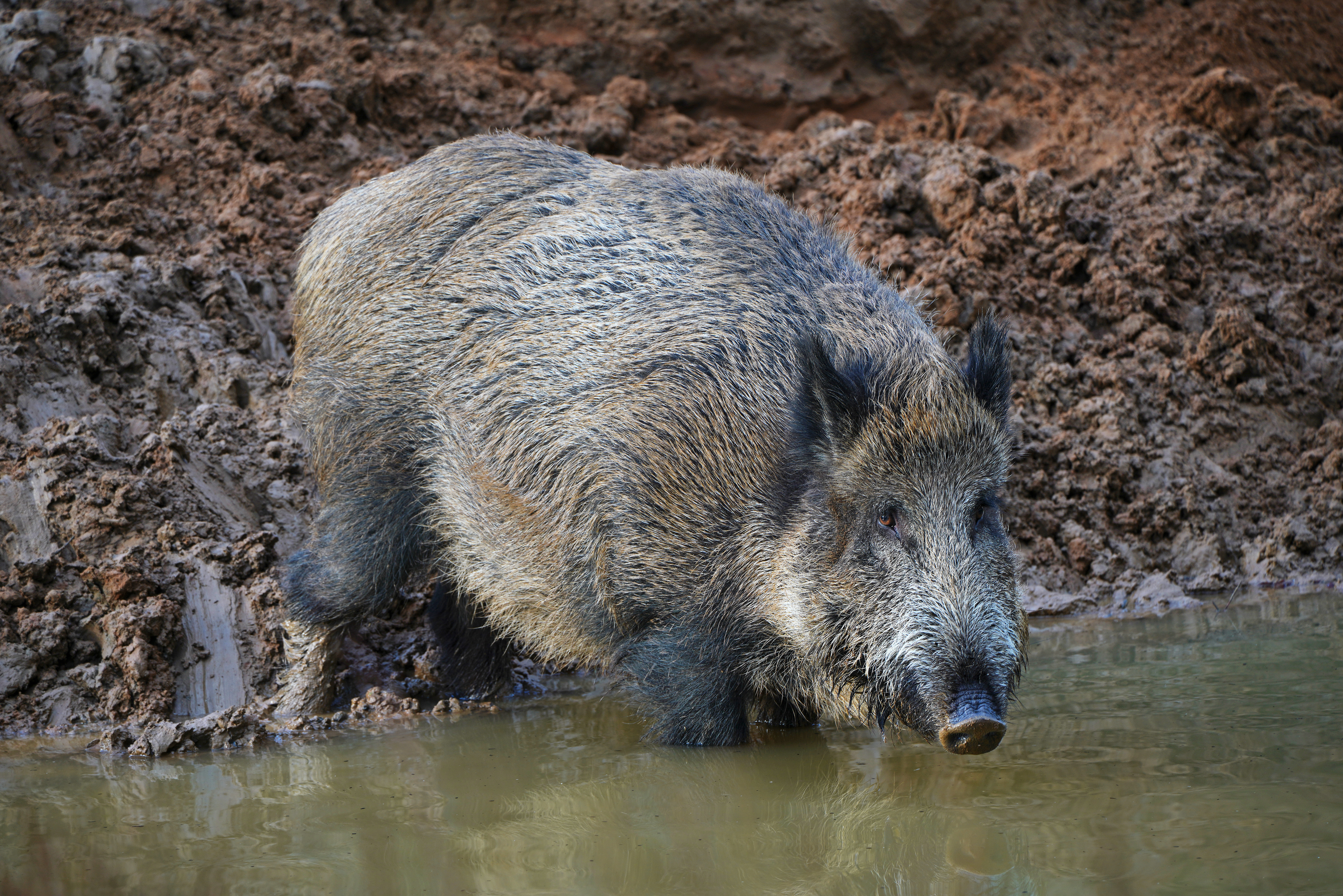
Cinghiale

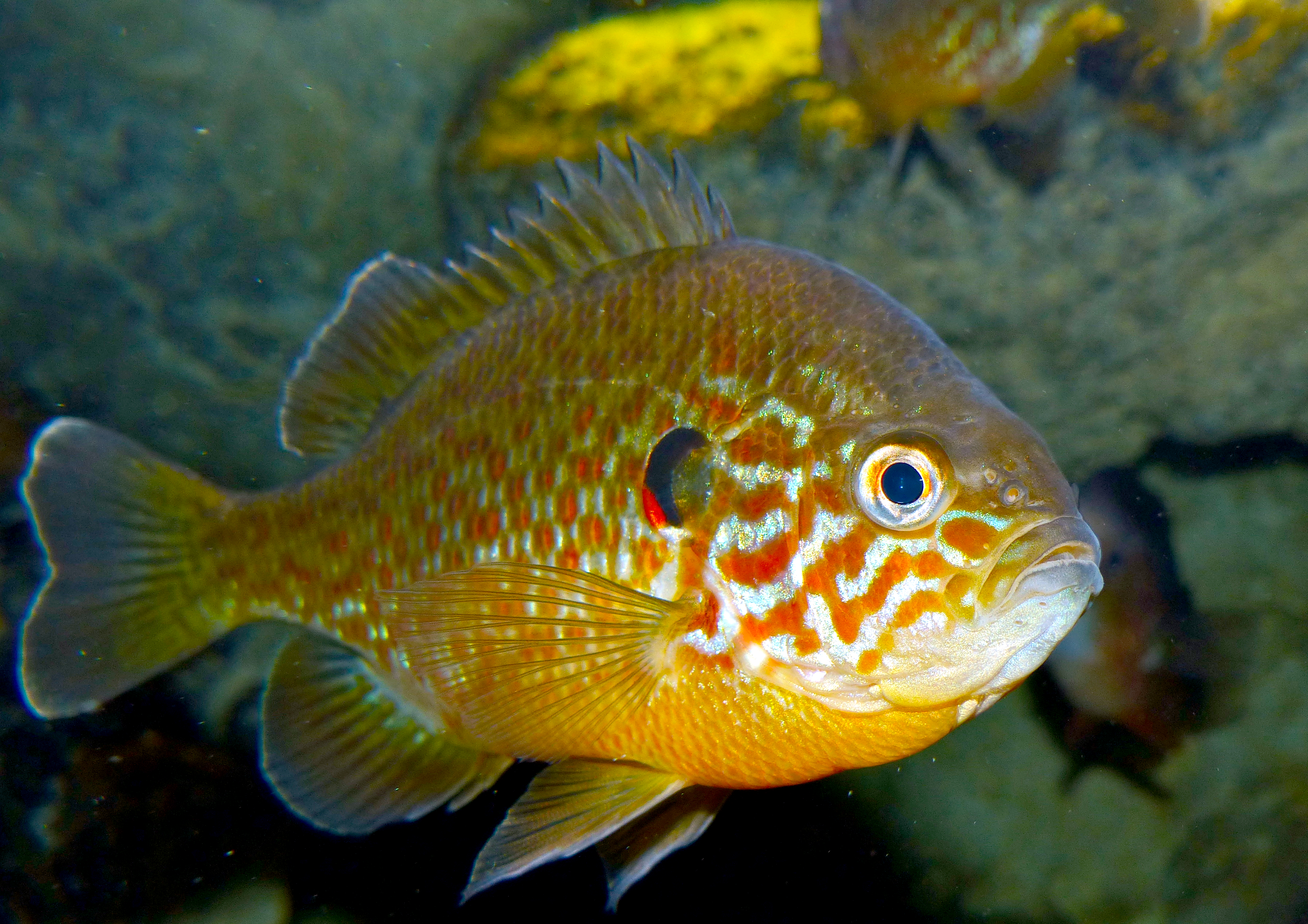
Persico sole

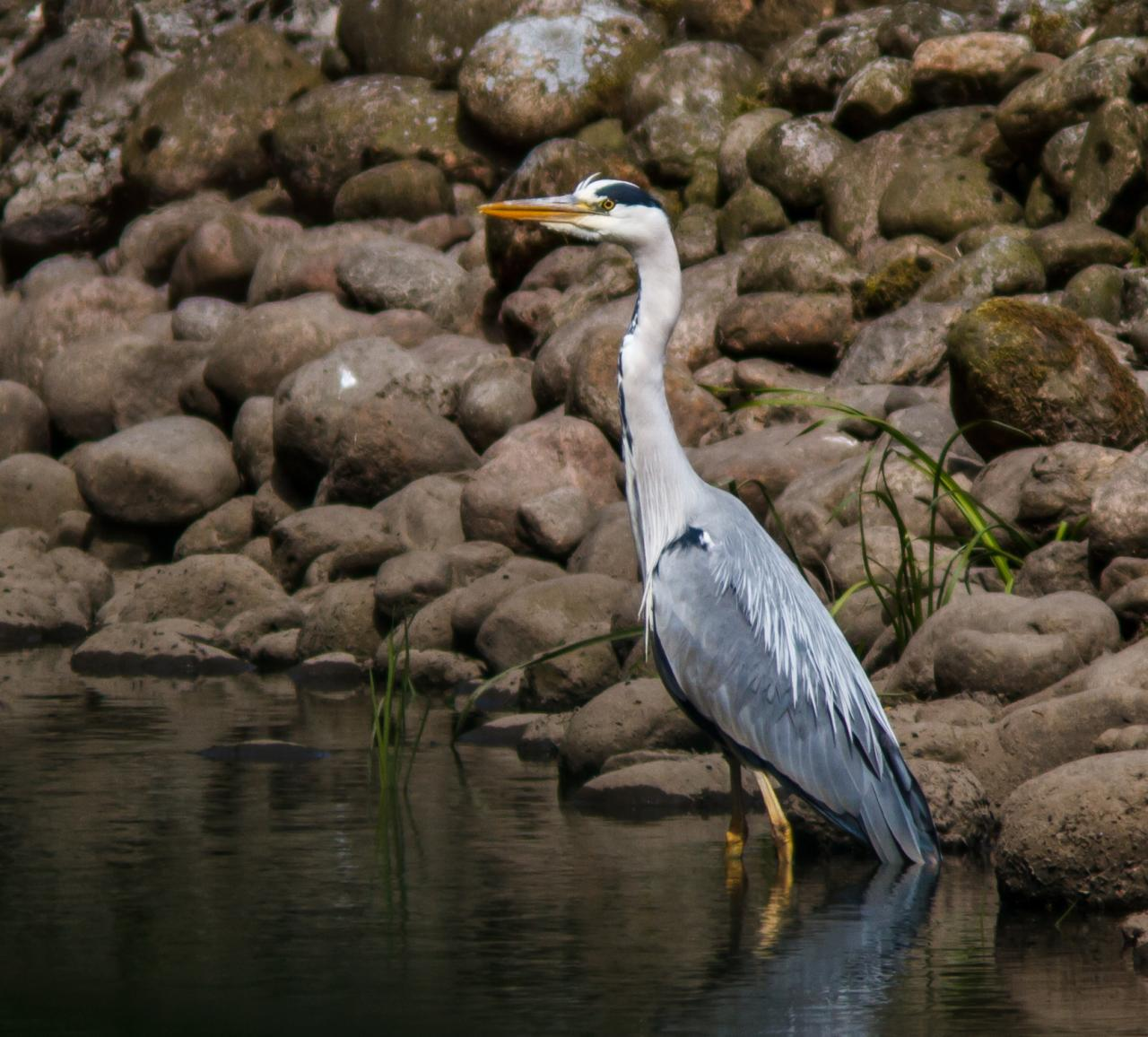
Airone cenerino

Il delta del Tevere presenta al suo interno un mosaico di ambienti naturali che conservano ancora oggi una fauna interessante da vari punti di vista.

### Invertebrati
Grazie alla presenza di leccete secolari, sono molto comuni lo scarabeo rinoceronte e il cerambice della quercia, mentre sulle dune si trovano Pimelia bipunctata e Scarites. Tra le farfalle sono presenti Philobrosis fregenella e Caracoma nilotica, unica segnalazione in Italia.

### Mammiferi
Cinghiale, daino, donnola, faina, ghiro, istrice, martora, moscardino, riccio comune, tasso comune, volpe rossa e l'alloctona  nutria.

### Pesci
Anguilla, ,  cavedano italico, cefalo comune,  e le specie allocotone carassio, carpa, gambusia, luccioperca, persico sole.

### Rettili e anfibi
Aspide, lucertola muraiola, luscengola, natrice tassellata, ramarro occidentale, rana verde, testuggine palustre europea, rospo comune, testuggine di Hermann,  tritonee le specie alloctone rana toro, testuggine palustre americana.

### Uccelli
Airone bianco maggiore, airone cenerino, airone guardabuoi, allocco, averla piccola, barbagianni, cigno reale, cornacchia grigia, fagiano comune, falco di palude, falco pellegrino, folaga, gabbiano reale mediterraneo, gallinella d'acqua, garzetta, germano reale, gheppio comune, ghiandaia, ghiandaia marina, gruccione, gufo comune, martin pescatore comune, nibbio bruno, oca selvatica, picchio muratore, picchio rosso maggiore, picchio rosso minore, picchio verde, poiana comune, succiacapre, svasso maggiore, taccola eurasiatica, tarabusino, tuffetto, usignolo di fiume.
In autunno e in inverno si possono osservare cormorano, gru, falco pescatore, tarabuso, spatola bianca, mignattino e gabbiano corallino. In primavera sono frequenti anche il cavaliere d'Italia e l'airone rosso.

## Galleria d'immagini

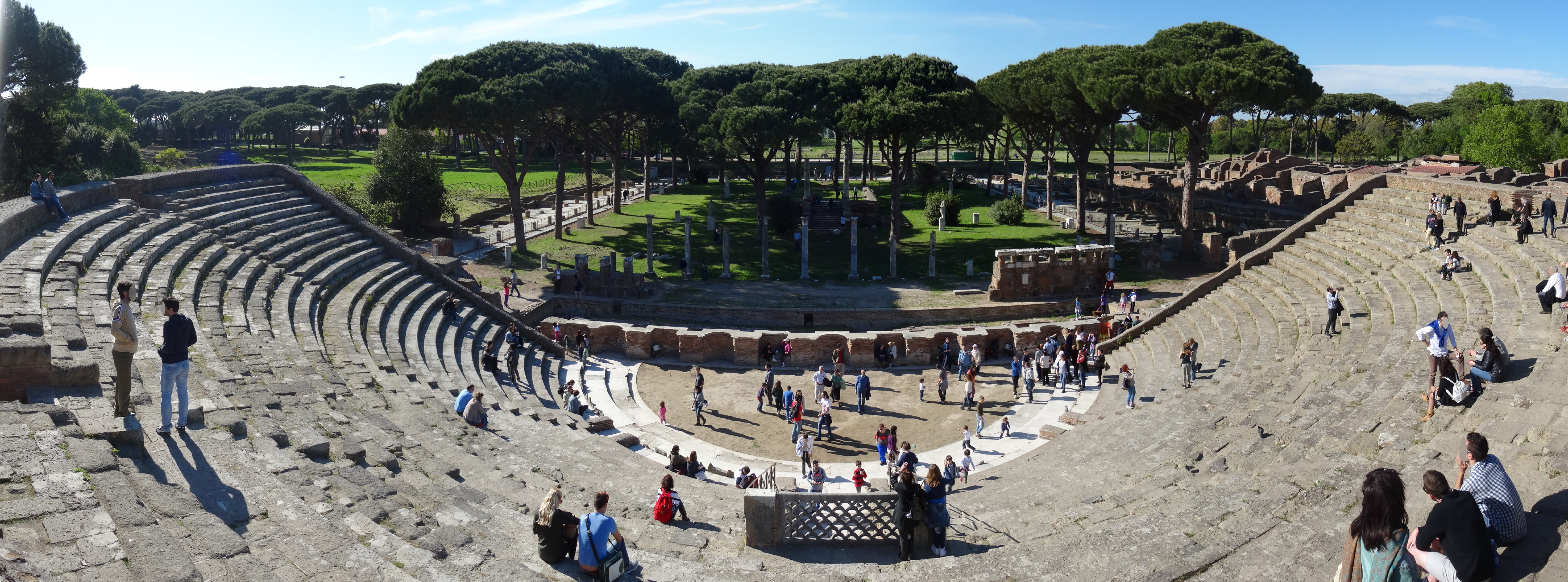
Scavi di Ostia
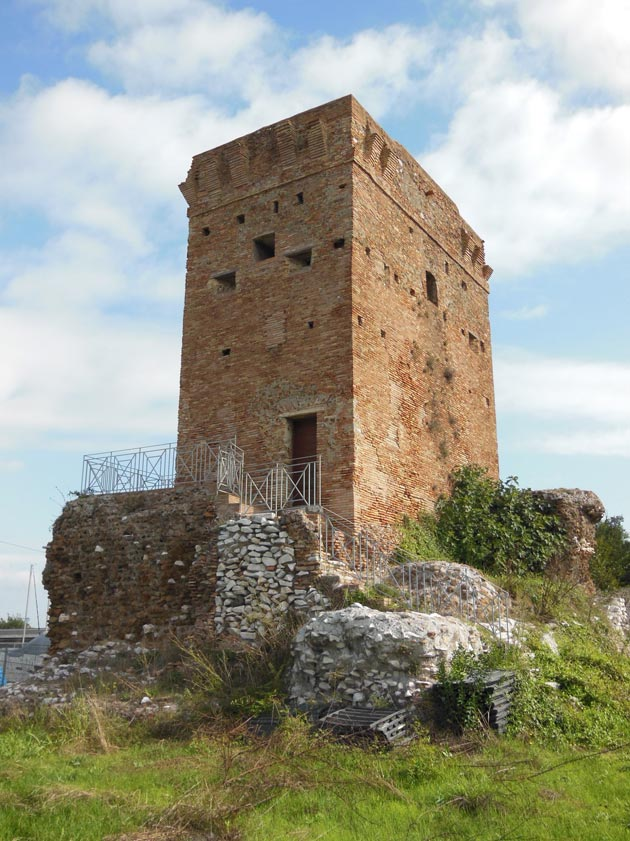
Tor Boacciana
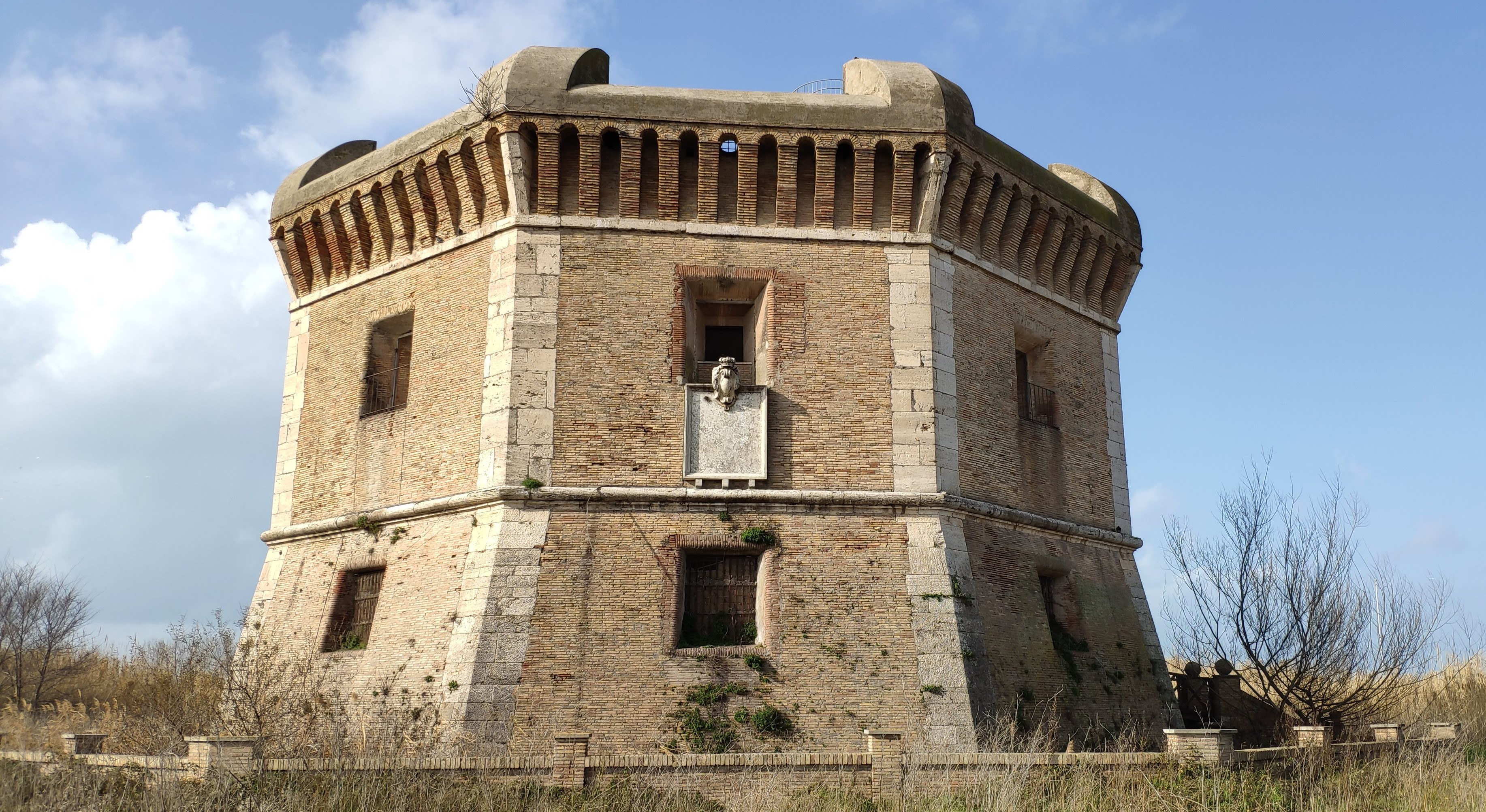
Tor San Michele
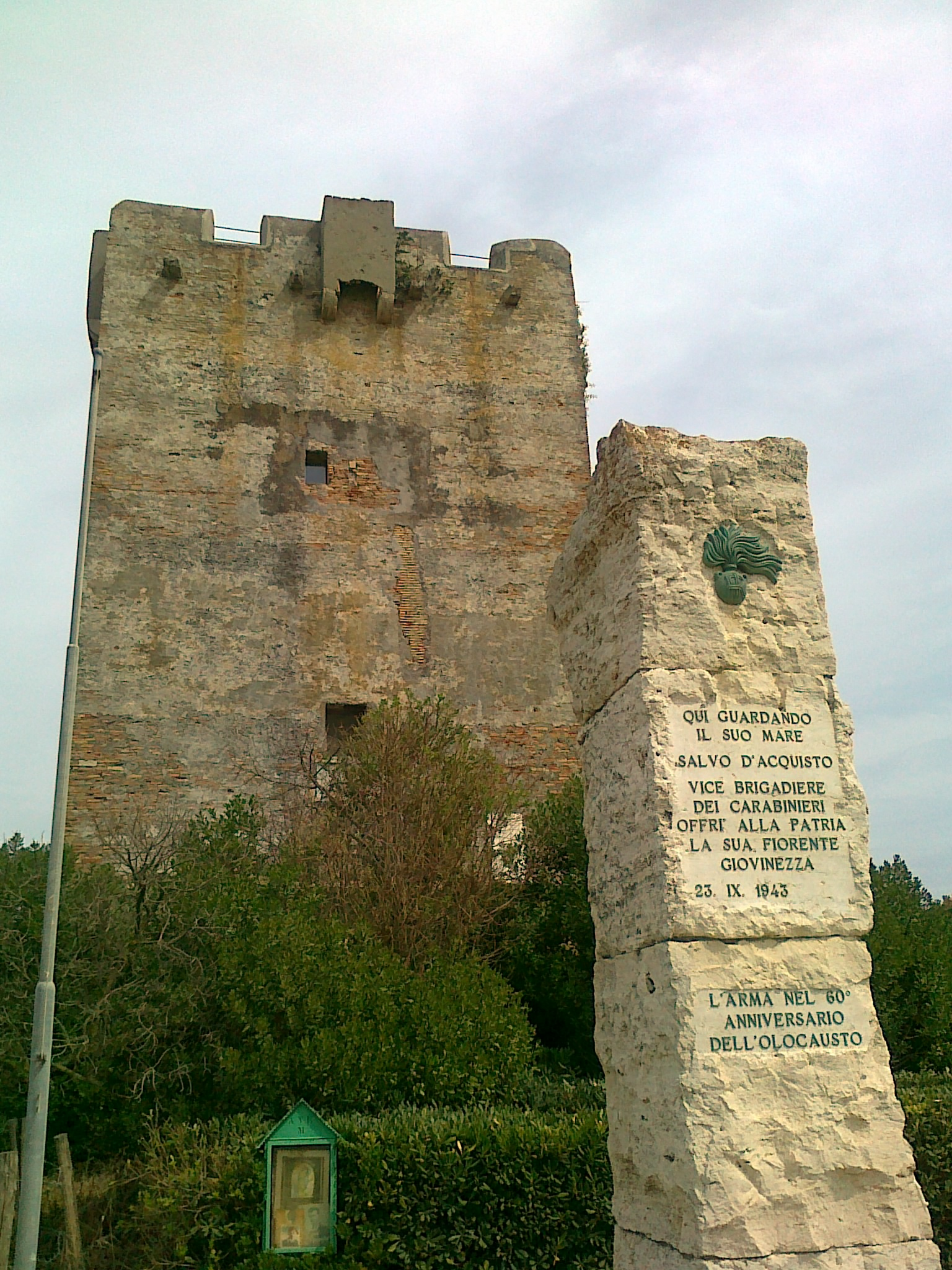
Torre di Palidoro